# SKM-Baureihe 19WE
Die SKM-Baureihe 19WE ist ein elektrischer Triebzug der Szybka Kolej Miejska (SKM) in Warschau. Er wurde von 2008 bis 2010 von Newag hergestellt.

## Geschichte

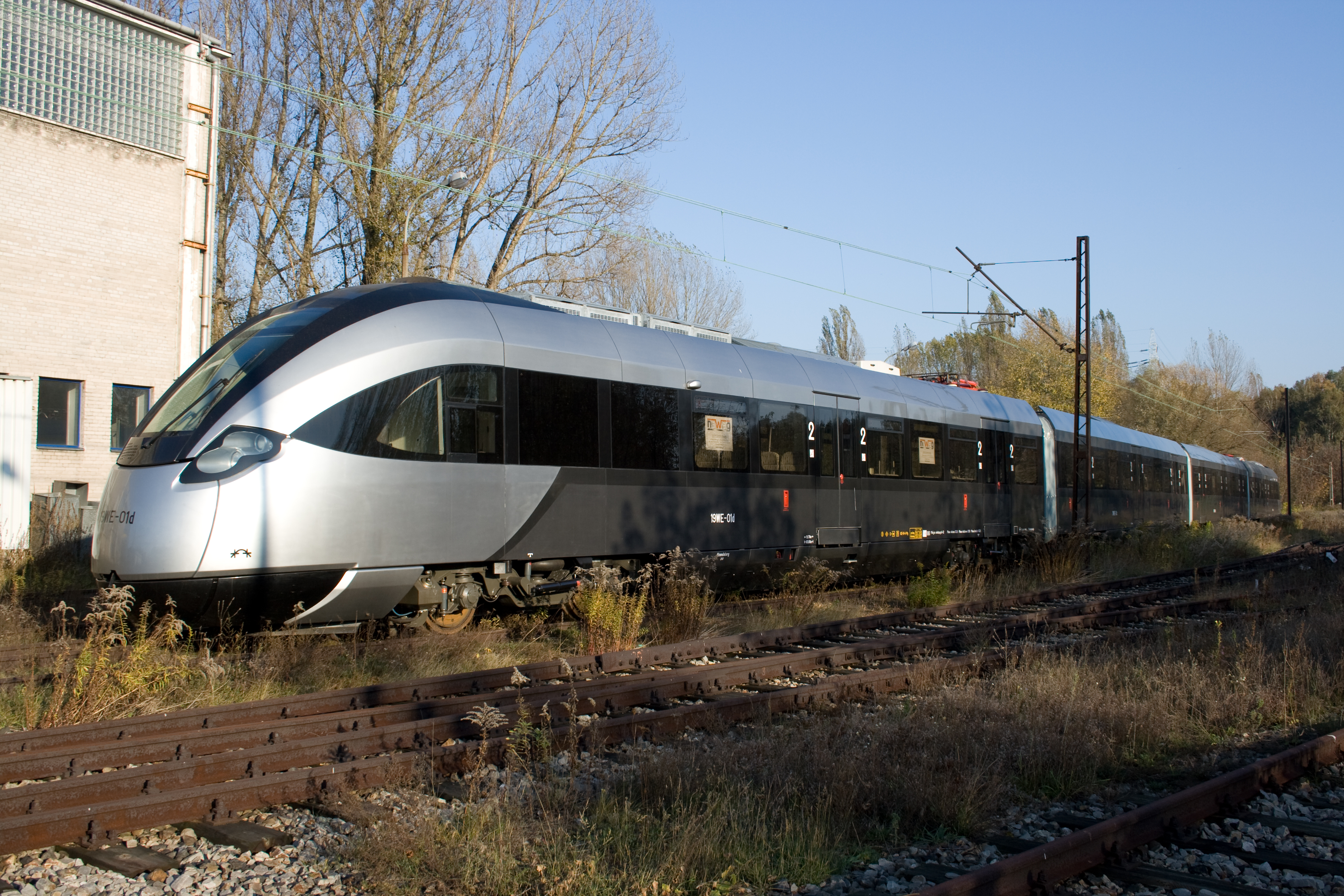
Der Prototyp im Oktober 2008

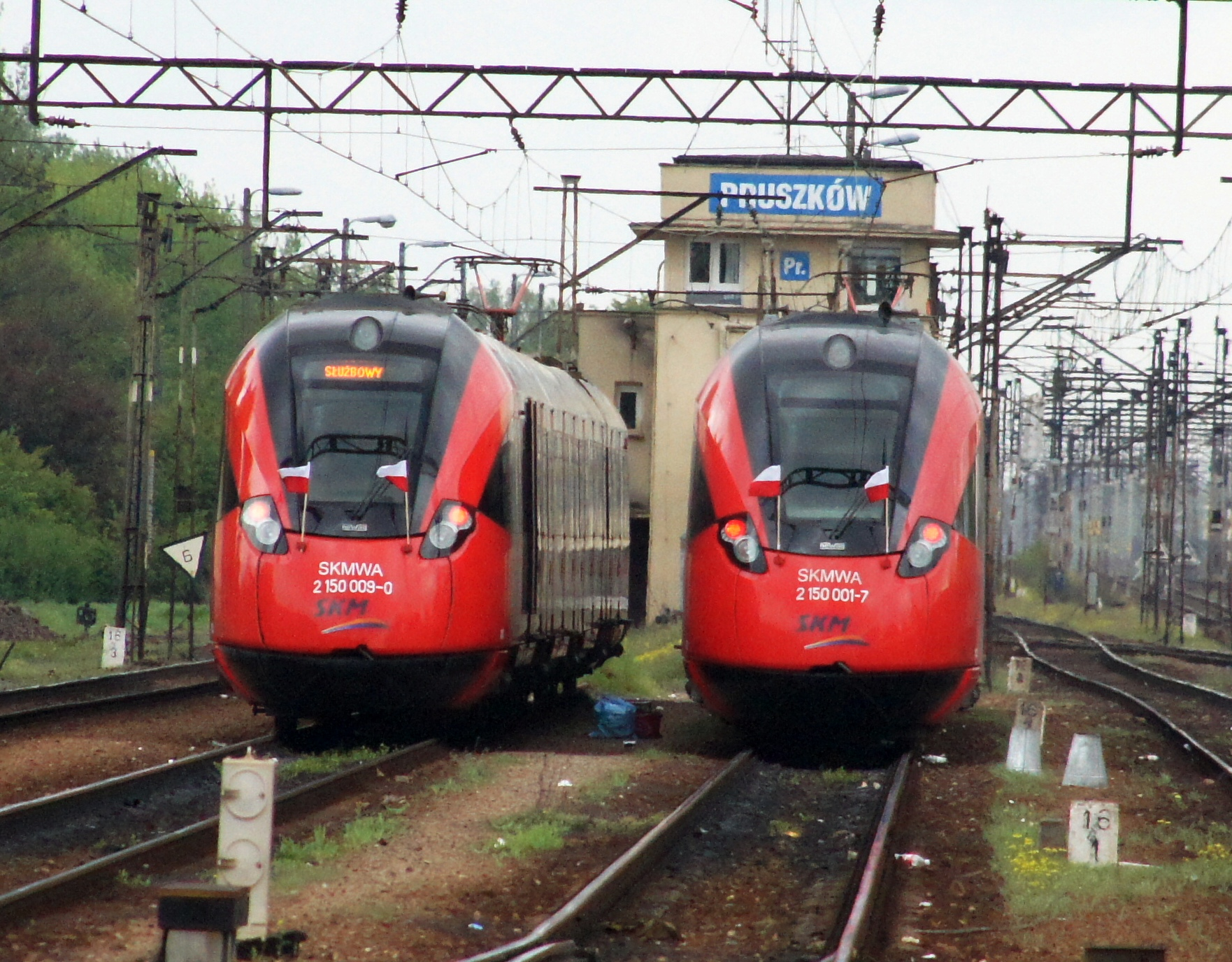
Zwei 19WE mit Beflaggung anlässlich der Verlängerung der S1 nach Pruszków

Die Szybka Kolej Miejska, die S-Bahn der Stadt Warschau, eröffnete im Jahr 2006 ihre erste Linie, auf der sie aus der PKP-Baureihe EN57 umgebaute Triebzüge der SKM-Baureihe 14WE einsetzte. Den Umbau führte Newag durch, ein polnisches Unternehmen, das aus einem ehemaligen Ausbesserungswerk der Staatsbahn Polskie Koleje Państwowe hervorgegangen war. Für die Betriebsaufnahme einer zweiten Linie, die für das Jahr 2010 geplant war, wurden weitere Fahrzeuge benötigt, sodass Newag der Auftrag zum Bau von vier neuen, vierteiligen Triebzügen erteilt wurde. Für Newag war es die erste Eigenkonstruktion eines elektrischen Triebzuges, sodass vor der Auslieferung der Serienfahrzeuge ein Prototyp hergestellt wurde, der als Newag 20WE bezeichnet wurde. Dieser Prototyp besaß zwei angetriebene Endwagen und vier Mittelwagen. Er wurde für Test- und Zulassungsfahrten verwendet und in neutralem Grau lackiert. Nach Erteilung der Zulassung wurden der Triebzug aufgelöst und die Wagen in Züge der Serienproduktion eingestellt.
Die Baureihe 19WE ist ein reines Hochflurfahrzeug. Da die SKM für den weiteren Ausbau ihres Netzes ausschließlich Niederflurfahrzeuge bestellt wurden, ging die Produktion der Baureihe 19WE nicht über vier Züge hinaus. Stattdessen erhielt Newag den Auftrag zum Bau eines neuen Niederflurtriebzugs, der als Newag Impuls in großen Stückzahlen an verschiedene Woiwodschaften ausgeliefert wurde.

## Technik und Ausstattung
Ein Zug der Baureihe 19WE besteht aus vier Wagen, von denen die beiden Endwagen angetrieben sind. Hierzu verfügt jeder Endwagen über zwei angetriebene Drehgestelle; jeder Radsatz wird von einem eigenen Fahrmotor angetrieben. Der Wagenkasten ist selbsttragend. Der 19WE wird mit der in Polen üblichen Netzspannung von 3 kV Gleichstrom betrieben und kann Spannungsschwankungen von 2,4 kV bis 4,2 kV vertragen. Die Getriebe haben Übersetzungen von 1:5,18, wiegen 680 kg und benötigen 8 Liter Getriebeöl. Teile der Bremsanlage wurden von Knorr-Bremse geliefert. Die Baureihe 19WE ist für den Betrieb bei Umgebungstemperaturen von −30 °C bis +40 °C ausgelegt.
Ein vierteiliger Triebzug bietet 182 Sitzplätze. Die Anzahl der Stehplätze wird bei 5 Personen pro Quadratmeter auf 520 beziffert. Im Rahmen der Zulassung wurde die Betriebssicherheit bei 10 Personen pro Quadratmeter und somit 1040 Stehplätzen nachgewiesen. Auf jeder Seite des Zuges befinden sich 10 Türen.  Das Fahrgastinformationssystem besteht aus LED-Anzeigen über den Führerständen, an den Fahrzeugseiten und im Innenraum.
Jeder Führerstand verfügt über einen Sitz für den Triebfahrzeugführer und zwei Behelfssitze. Die Sitze sind teilweise Vis-à-vis, teilweise quer zur Fahrtrichtung entlang der Wände montiert. Da die Fußbödenhöhe mit 1.160 mm oberhalb der Bahnsteigkante liegt, befinden sich an den Endwagen, wo die Mehrzweckabteile liegen, ausfahrbare Rampen für Rollstuhlfahrer. Diese Türen verfügen über einen zusätzlichen Taster mit dem Piktogramm eines Rollstuhlfahrers, nach dessen Betätigung sich die betroffene Tür nicht mehr über die Türsteuerung, sondern nur über einen zusätzlichen Taster des Triebfahrzeugführers schließen lässt.

Innenraum des 19WE
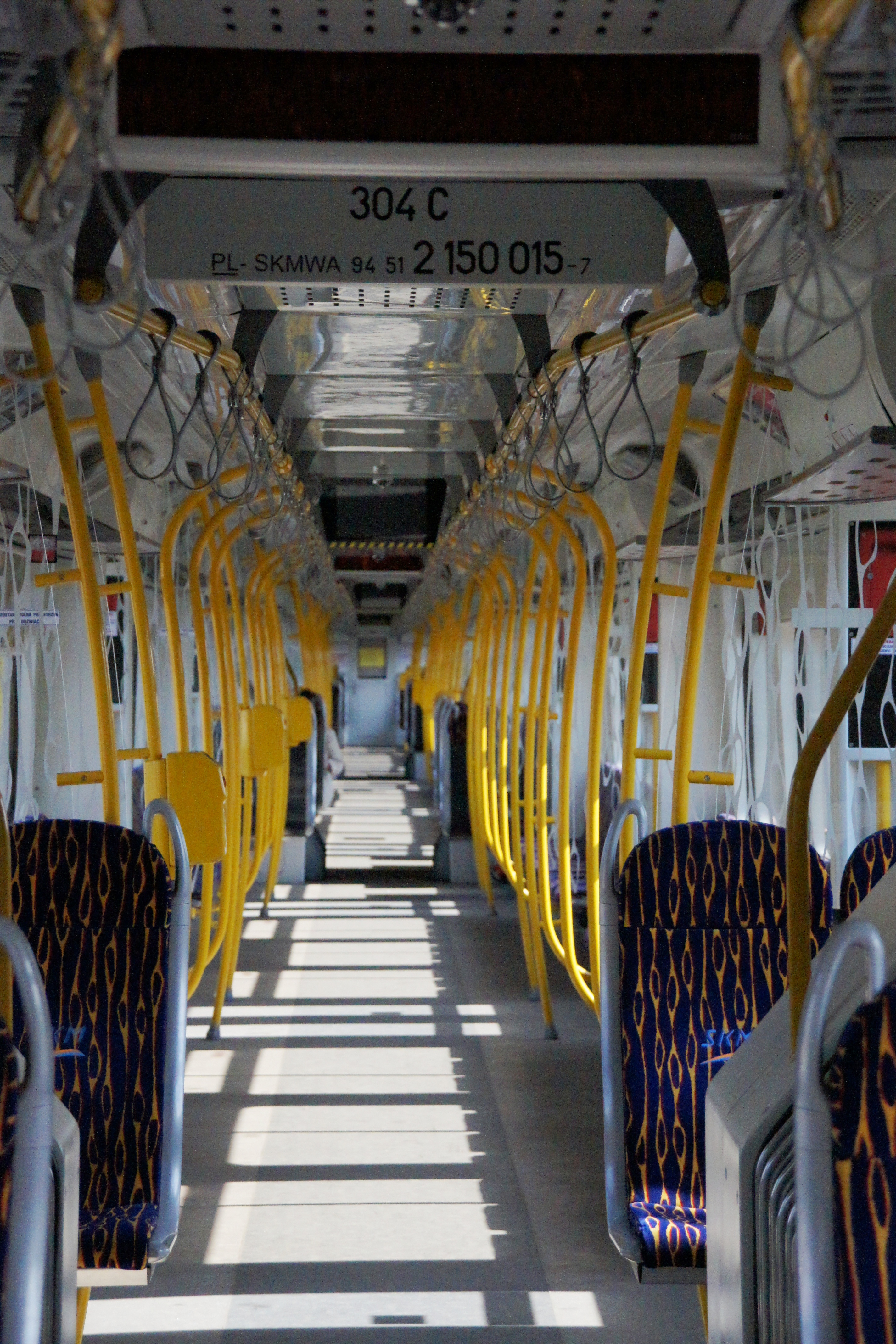
Durchgehende Begehbarkeit
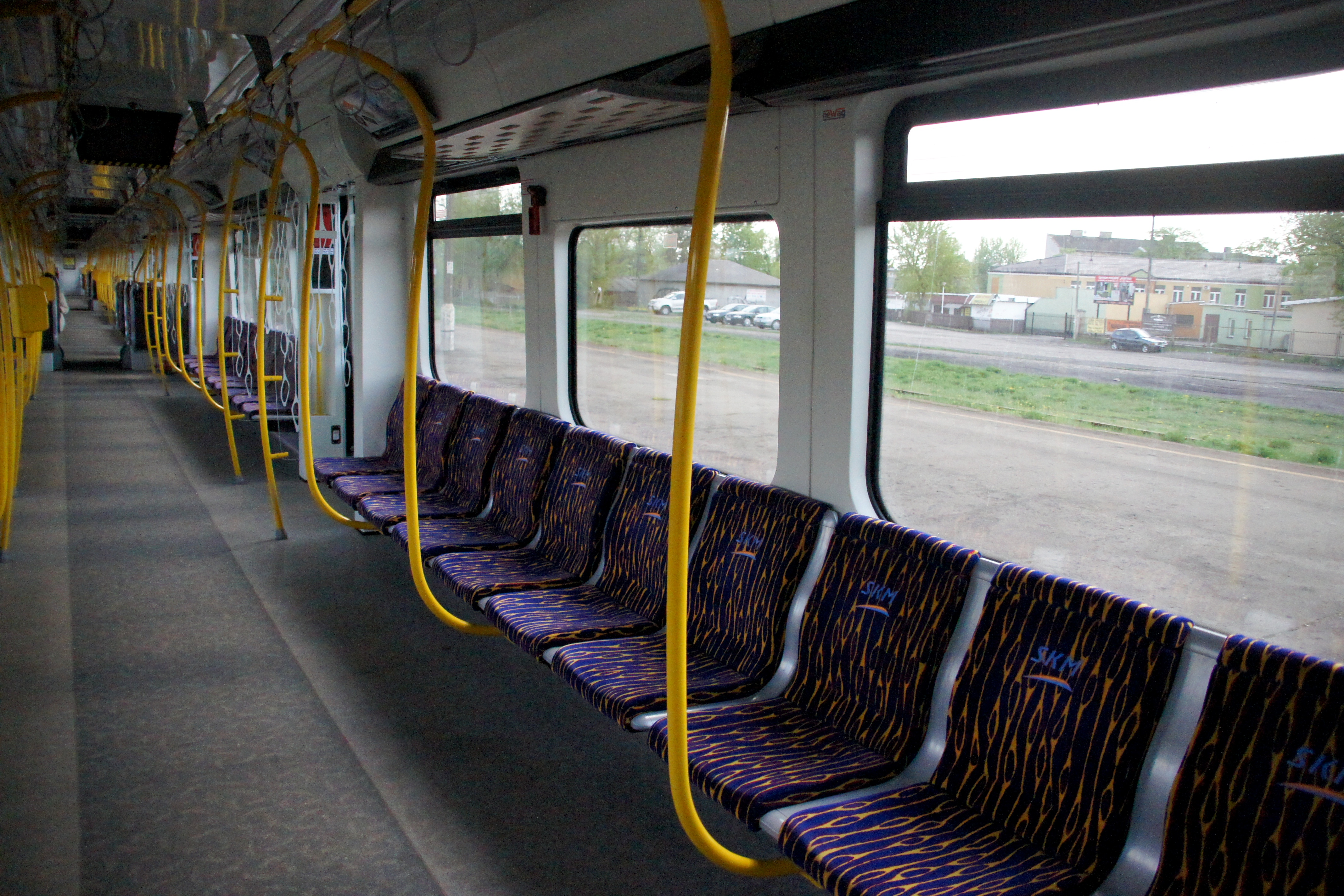
Sitze quer zur Fahrtrichtung
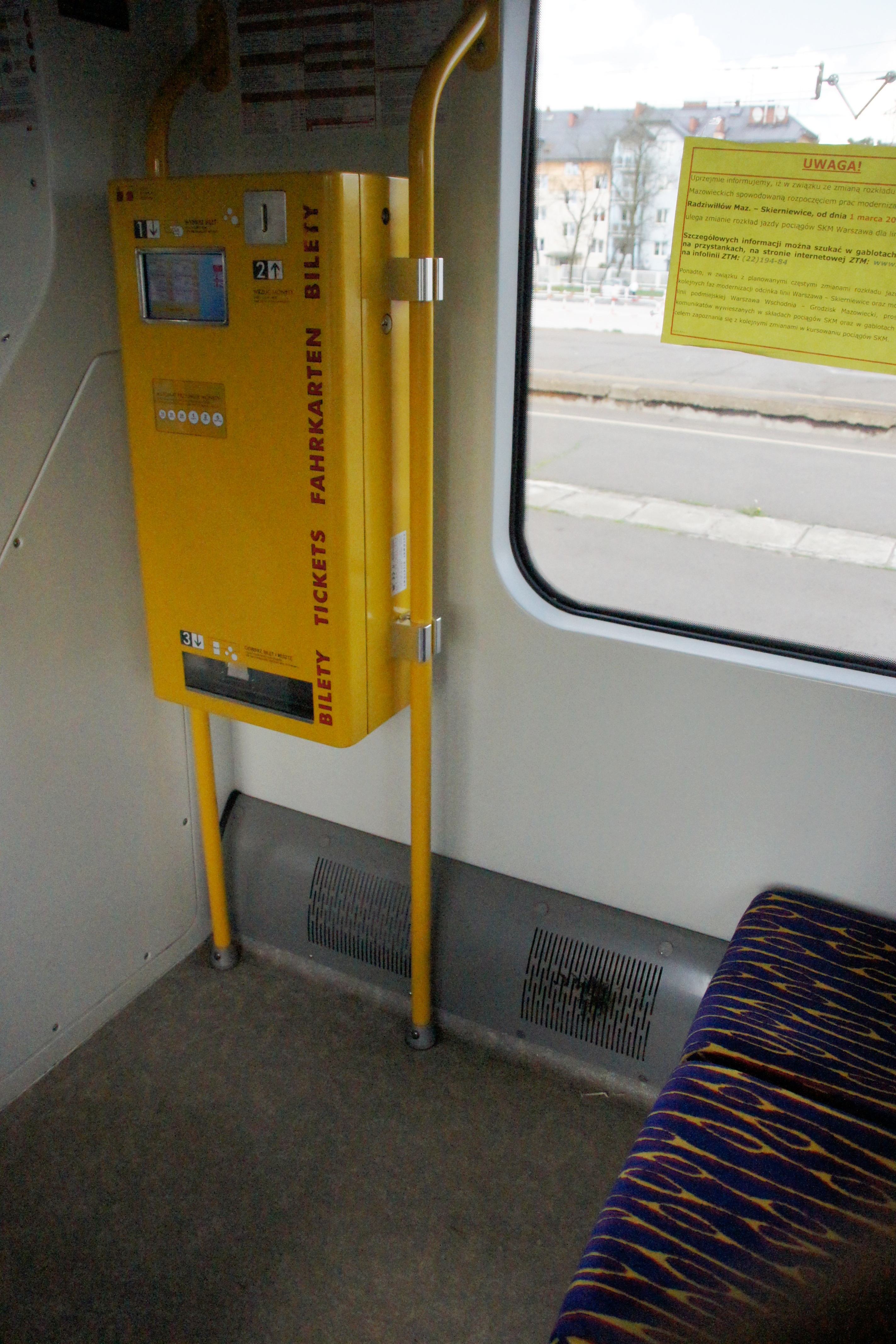
Fahrkartenautomat
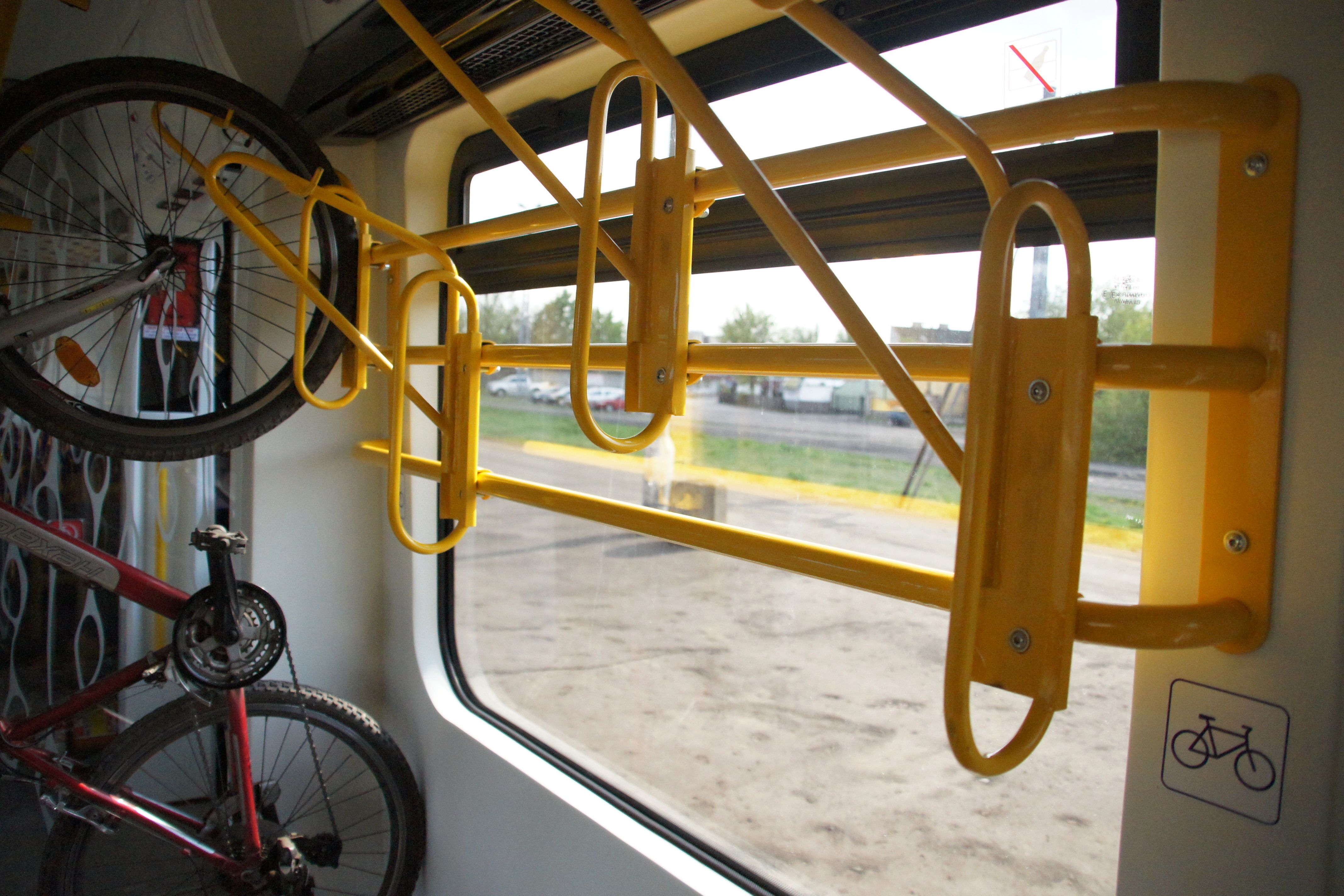
Fahrradabteil